# Klasgrönnan
Klasgrönnan is een Zweeds eiland behorend tot de Lule-archipel. Het ligt ten westen van Norr-Äspen. Het heeft geen vaste oeververbinding en heeft een overnachtingshuisje. Het eiland zou naar ene Klas van de omliggende eilanden genoemd zijn, doch niemand weet meer wie dat dan zou moeten zijn.